# کانن ئی‌اواس ۳۰دی
کانن ئی‌اواس ۳۰دی (به انگلیسی: Canon EOS 30D) یک دوربین عکاسی تک‌لنزی بازتابی ساخت شرکت کانن است.